# Onze man in Teheran
Onze man in Teheran is een documentaireserie voor de Nederlandse televisie over Iran. De serie werd gepresenteerd door correspondent Thomas Erdbrink en geregisseerd door Roel van Broekhoven.
Het eerste vierdelige seizoen werd in januari en februari 2015 uitgezonden door de VPRO en won de Zilveren Nipkowschijf voor beste Nederlandse televisieprogramma van het seizoen. Ook won Erdrink dankzij de serie de Spaanprijs 2015. Bij de uitreiking van De Tegel kreeg de serie de publieksprijs en de Tegel in de categorie Achtergrond. Eind augustus 2015 begon Canvas met het uitzenden van de serie.
In 2018 werd een vijfdelig tweede seizoen gemaakt en uitgezonden in april en mei.
Het doel van de serie was volgens Erdbrink en Van Broekhoven om de aspecten van het dagelijks leven in Iran te laten zien die meestal niet in het nieuws komen. Het duurde vijf jaar voordat ze van de autoriteiten toestemming kregen de serie te maken.

## Afleveringen

### Seizoen 1
1. Liefde in de islamitische republiek (18 januari 2015)
Thomas Erdbrink ontmoette zijn Iraanse vrouw Newsha in 1999[5]
2. Het land waar niks mag maar alles kan (25 januari 2015)
Over strenge regels, die lang niet altijd strikt worden gehandhaafd[6]
3. De 'rivier des levens' (1 februari 2015)
Erdbrink onderzoekt enkele voor hem aparte sociale tradities[7]
4. Oog om oog (8 februari 2015)
Over eer, vrijheid, vergelden, vergeven, en de religieuze politie[8]

### Seizoen 2
1. Geen achterlijk land (15 april 2018)
De sfeer in Iran lijkt losser te worden, mede dankzij sociale media[9]
2. De woordvoerder van god (22 april 2018)
Erdbrink onderzoekt verder wat nou mag en wat nou niet[10]
3. The American dream (29 april 2018)
In de Verenigde Staten zijn veel succesvolle Iraniërs te vinden[11]
4. Oud zeer (6 mei 2018)
Op zoek naar de oorsprong van de vete tussen Iran en de Verenigde Staten[12]
5. I love Iran (13 mei 2018)
Erdbrink houdt van Iran, maar die liefde wordt bruut verstoord door de arrestatie van een vriend[13]